# One of the Living
One of the Living är en låt skriven av Holly Knight och producerad av Mike Chapman. Låten framfördes och släpptes som singel 1985 av sångerskan Tina Turner, och medverkade på soundtracket till filmen Mad Max bortom Thunderdome (1985).